# Benedictinas de la Congregación de San Benito
Las Hermanas Benedictinas de la Congregación de San Benito (oficialmente en inglés: Benedictine sisters of the Congregation of St. Benedict) forman una federación de monasterios autónomos de monjas benedictinas, de vida apostólica y de derecho pontificio, organizada por la monja alemana Benedicta Riepp en Estados Unidos, en 1857. A las religiosas de este instituto se les conoce simplemente como benedictinas y posponen a sus nombres las siglas O.S.B.

## Historia

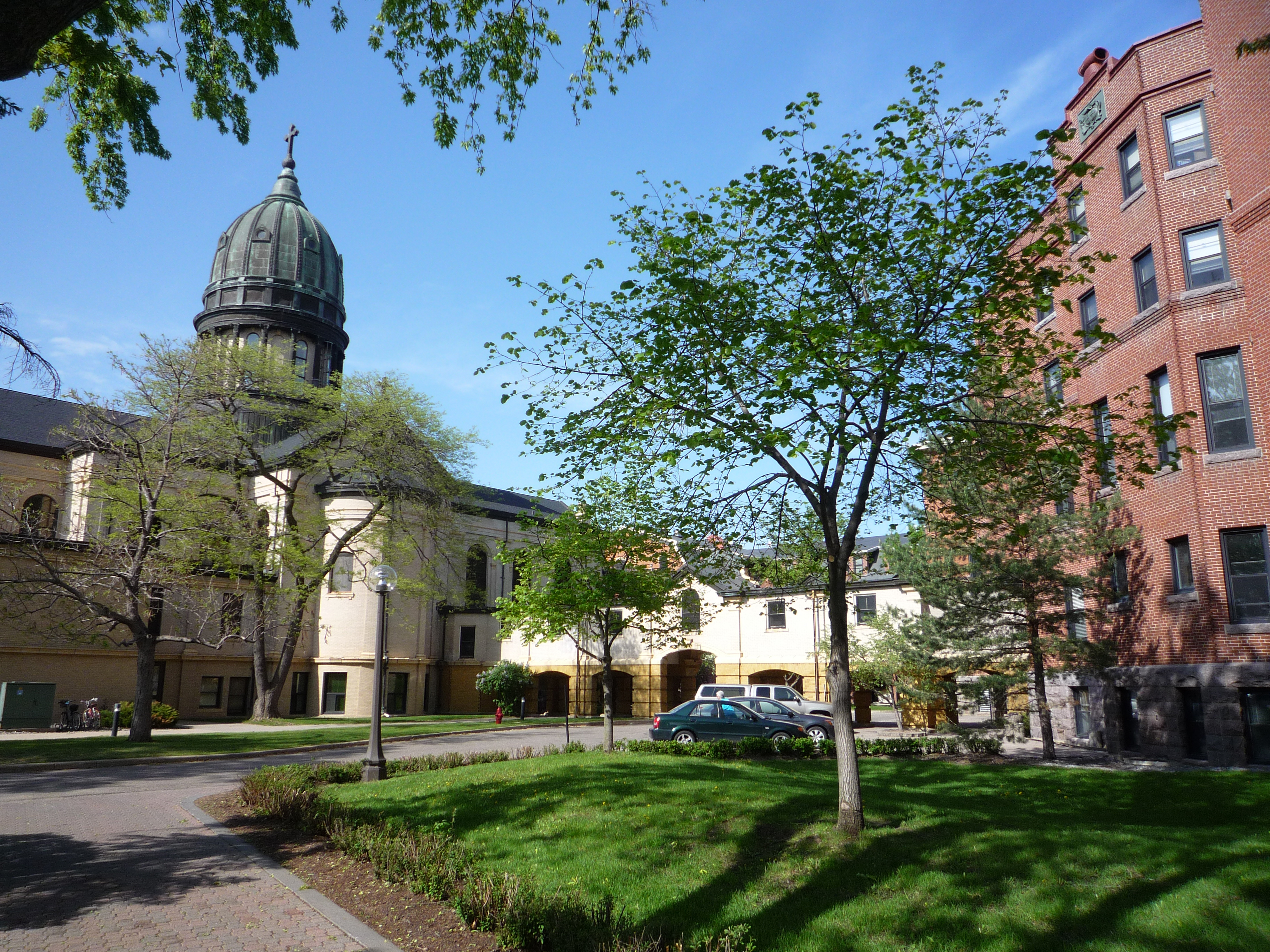
Monasterio de San Benito en St. Joseph (Minnesota), centro de la congregación.

La congregación tiene sus orígenes en 1857, cuando Benedicta Riepp, monja benedictina del monasterio de Santa Valburga de Eichstätt (Alemania), fue enviada como misionera a Minnesota (Estados Unidos) para la atención de la educación de los jóvenes alemanes inmigrantes. Ese mismo año, se funda el monasterio de San Benito de St. Joseph (Minnesota), sede central de la congregación. El 24 de marzo de 1947, el papa Pío XII concedió la aprobación pontificia, permitiendo que la fundación o unión de otros monasterios benedictinos de los Estados Unidos. La primera misión fuera del país americano se fundó en China (1930), pero con la revolución fueron expulsadas de allí, permitiendo que las religiosas se establecieran en Taiwán y en Japón (ambas en 1949).
El monasterio de Atchison, en Kansas (fundado en 1860), se independizó, formando la Congregación de Santa Escolástica (1909). Por el contrario, en 1962, se unieron a la Congregación de San Benito, las Hermanas de San Martín de Porres (en 1962), de las Islas Bahamas.

## Organización
Las Hermanas Benedictinas de la Congregación de San Benito forman una federación de monasterios autónomos de monjas benedictinas, cada monasterio o un conjunto de estos forman un priorato, gobernado por una priora. A la cabeza de la congregación está la priora del monasterio de San Benito de St. Joseph (Minnesota).
Las benedictinas de esta congregación han dejado la clausura para dedicarse a las actividades educativas, pero conservan la estilo de vida monástica, marcado por la Regla de san Benito. En 2015, eran una 533 monjas, en 10 monasterios, presentes en Bahamas, Estados Unidos, Puerto Rico y Perú.